# نیکلاس یولیچ
نیکلاس یولیچ (انگلیسی: Nicolas Jüllich؛ زادهٔ ۲۷ مارس ۱۹۹۰) بازیکن فوتبال اهل آلمان است.
از باشگاه‌هایی که در آن بازی کرده‌است می‌توان به باشگاه فوتبال بایرن مونیخ ۲، باشگاه فوتبال بایرن مونیخ، و باشگاه فوتبال زاربروکن اشاره کرد.